# Ranqueles mus
Ranqueles mus là một loài bọ cánh cứng trong họ Cerambycidae.